# Liste der Bodendenkmale in Pockau-Lengefeld
In der Liste der Bodendenkmale in Pockau-Lengefeld sind die Bodendenkmale der Gemeinde Pockau-Lengefeld und ihrer Ortsteile nach dem Stand der Auflistung von Volkmar Geupel aus dem Jahr 1983 aufgelistet. Eventuelle Änderungen und Ergänzungen, insbesondere aus der Zeit nach der Wende, sind nicht berücksichtigt, da für Sachsen aktuell keine neueren allgemein zugänglichen Bodendenkmallisten vorliegen. Die Baudenkmale sind in der Liste der Kulturdenkmale in Pockau-Lengefeld aufgeführt.
| Denkmal-ID | Fundart            | Ortsteil  | Bezeichnung                     | Zeitstellung | Lage                                                        | Bemerkungen | Bild |
| ---------- | ------------------ | --------- | ------------------------------- | ------------ | ----------------------------------------------------------- | --- | ---- |
| ?          | Befestigung > Burg | Lengefeld | Wehranlage „Schloss Rauenstein“ | Mittelalter  | nordnordöstlich des Orts auf einem Bergsporn über der Flöha | Höhenburg in Spornlage, durch Schloss überbaut und verändert, mittelalterlicher quadratischer Turm in den Schlossbau integriert, Abschnittsgraben im Süden eingeebnet, Schutz seit 25. November 1968 |      |